# Louve e Adore
Louve e Adore é o quinto álbum de estúdio da cantora de música gospel brasileira Michelle Nascimento, e o primeiro pela MK Music, lançado em janeiro de 2012.
O CD foi produzido por Tuca Nascimento e contou com composições de Tuca Nascimento & Américo, Beno César & Solange Di César,  Beto Rocha, Izael dos Santos e Marcos Nascimento.
O primeiro single do álbum foi a canção título "Louve e Adore", que mostrou que a artista estava firmando seus pés na industria musical. O sucesso foi imediado e conquistou vários conjuntos de igreja por todo o Brasil.
A canção “Julga Minha Causa” teve espaço reservado por Michelle, por retratar uma experiência pessoal de “luta e vitória”, segundo a cantora.
Também se destaca a canção "Ainda Bem" que ganhou um clipe junto à canção título, e além desta, também vale citar "Adorne o Meu Coração", "Dupla Honra" e "Portões Celestiais", gravada originalmente por sua tia Rose Nascimento em 1998.
O álbum foi certificado pela ABPD como disco de ouro por mais de 40.000 cópias comercializadas, mas estima-se que tenha ultrapassado a marca de 70.000 exemplares.

## Faixas
1. Louve e Adore (Gislaine e Mylena)
2. Adorne o Meu Coração (Tuca Nascimento e Almir Américo)
3. Ainda Bem (Moisés Cleyton)
4. A Vitória é Certa (Marcos Nascimento)
5. Mulher Vitoriosa (Marcos Nascimento)
6. Julga Minha Causa (JP)
7. Migalhas (Beto Rocha)
8. Seu Nome é Jah (Beno César e Solange de César)
9. Dupla Honra (Michelle, Michel e Mário Nascimento)
10. Guardada em Deus (Sérgio Marques e Marquinhos)
11. Renovo de Poder (Marcos Nascimento)
12. Portões Celestiais (Isael dos Santos)

## Ficha Técnica
- Produção executiva: MK Music
- Produção musical e arranjos: Tuca Nascimento
- Bateria: Léo, Felipe e Edmar Moura
- Baixo: Charles Martins
- Piano: Bebeto
- Violão: Tuca Nascimento
- Teclados: Tuca Nascimento e Nilson Santana
- Trombone: Moisés Nascimento
- Trompete: Márcio André e Josué Nascimento
- Sax: Marcos Bonfim
- Percussão: Zé Leal, Nilson e Ebenezer
- Cordas: Tutuca Borba
- Acordeon: Eron Lima
- Trompa: Tuca Nascimento
- Tímpano: Tuca Nascimento
- EfI: Tuca Nascimento
- Vocal: Rute, Marquinhos, Gisele, Tuca Nascimento, Alice, Flávia e Daniele
- Guitarra: Valmir Aroeira e Henrique Garcia
- Técnico de áudio: Edinho Cruz e Nilson (Nescau)
- Mixagem (MK Studios): Edinho Cruz (assistido por Tuca Nascimento)
- Masterização: Ricardo Garcia (Magic Master)
- Fotos: Ronaldo Rufino
- Criação de capa: MK Music

## Clipes
| Música        | Lançamento              |
| ------------- | ----------------------- |
| Louve e Adore | 16 de fevereiro de 2012 |
| Ainda bem     | 19 de setembro de 2012  |